# موندراگون
موندراگون (به اسپانیایی: Mondragón) یک منطقهٔ مسکونی در اسپانیا است که در Debagoiena واقع شده‌است. موندراگون ۳۰٫۸۰ کیلومتر مربع مساحت دارد.

## خواهرخوانده
شهر سانتافه، آرژانتین خواهرخواندهٔ موندراگون هست.